# اورگرین استیت کلاس فری
اورگرین استیت کلاس فری (به انگلیسی: Evergreen State class ferry) یک کشتی است که طول آن ۳۱۰ فوت (۹۴ متر) می‌باشد.